# Lillord Lake
Lillord Lake är en sjö i Kanada.   Den ligger i Timiskaming District och provinsen Ontario, i den sydöstra delen av landet, 500 km nordväst om huvudstaden Ottawa. Lillord Lake ligger 322 meter över havet. Arean är 0,25 kvadratkilometer. Den sträcker sig 0,7 kilometer i nord-sydlig riktning, och 0,7 kilometer i öst-västlig riktning.
I omgivningarna runt Lillord Lake växer i huvudsak blandskog. Trakten runt Lillord Lake är nära nog obefolkad, med mindre än två invånare per kvadratkilometer.